# Анаш
Анаш (фр. Hannaches) насеље је и општина у североисточној Француској у региону Пикардија, у департману Оаза која припада префектури Бове.
По подацима из 2011. године у општини је живело 148 становника, а густина насељености је износила 15,55 становника/km². Општина се простире на површини од 9,52 km². Налази се на средњој надморској висини од 151 метар (максималној 218 m, а минималној 123 m).

## Демографија
| 1962. | 1968. | 1975. | 1982. | 1990. | 1999. | 2011. |
| ----- | ----- | ----- | ----- | ----- | ----- | ----- |
| 129   | 162   | 132   | 131   | 134   | 129   | 148   |

График промене броја становника у току последњих година